# Akörü, Kaş
Akörü là một xã thuộc huyện Kaş, tỉnh Antalya, Thổ Nhĩ Kỳ. Dân số thời điểm năm 2011 là 508 người.